# Coupe des champions de la CONCACAF 1973
Navigation
Édition précédente Édition suivante
La Coupe des champions de la CONCACAF 1973 était la neuvième édition de cette compétition.
Elle a été remportée par le SV Transvaal après les forfaits du Deportivo Saprissa et du LD Alajuelense.

## Participants
Un total de 16 équipes provenant d'un maximum de 9 nations pouvaient participer au tournoi. Elles appartenaient aux zones Amérique Centrale et Caraïbes de la CONCACAF.
Le tableau des clubs qualifiés était le suivant :
| Nation                 | Club                         | Raison de qualification                      |
| Zone Amérique Centrale |                              |                                              |
| Deuxième Tour          |                              |                                              |
| Nicaragua              | Deportivo Santa Cecilia (en) | Champion du Nicaragua 1972.                  |
| Premier Tour           |                              |                                              |
| Honduras               | CD Olimpia                   | Champion du Honduras 1971-72.                |
| Honduras               | CD Vida                      | Second du championnat du Honduras 1971-72.   |
| Costa Rica             | Deportivo Saprissa           | Champion du Costa Rica 1971-72.              |
| Costa Rica             | LD Alajuelense               | Second du championnat du Costa Rica 1971-72. |
| Guatemala              | CSD Comunicaciones           | Champion du Guatemala 1972.                  |
| Guatemala              | CSD Municipal                | Second du championnat du Guatemala 1972.     |
| Salvador               | CD Águila                    | Champion du Salvador 1972.                   |
| Salvador               | CD Juventud Olímpica         | Second du championnat du Salvador 1972.      |
| Zone Caraïbes          |                              |                                              |
| Deuxième Tour          |                              |                                              |
| Antilles néerlandaises | Sport Unie Brion Trappers    | Champion des Antilles néerlandaises 1972.    |
| Premier Tour           |                              |                                              |
| Suriname               | SV Transvaal                 | Méthode de qualification inconnue.           |
| Suriname               | SV Robinhood                 | Méthode de qualification inconnue.           |
| Bermudes               | Devonshire Colts             | Champion des Bermudes 1971-72.               |
| Bermudes               | North Village Community Club | Second du championnat des Bermudes 1971-72.  |
| Antilles néerlandaises | CRKSV Jong Colombia          | Second des Antilles néerlandaises 1972       |
| République dominicaine | Universidad Catolica         | Champion de République dominicaine 1972.     |

## Calendrier
| Tour                          | Nom                    | Date aller            | Date retour           | Équipes participantes | Équipes restantes |
| Phase de qualification (1973) |                        |                       |                       |                       |                   |
| 1                             | Phase de qualification | 1er juin - 14 octobre | 1er juin - 14 octobre | 16                    | 16 à 2            |
| Phase finale (1973)           |                        |                       |                       |                       |                   |
| 1                             | Finale                 | Non jouée             | Non jouée             | 2                     | 2 à 1             |

## Compétition

### Phase de qualification

#### ZoneAmérique Centrale

##### Premier tour
| Date             | Pays | Club               | Aller | Retour | Club                 | Pays | Commentaire |
| 1er / 24 juin    |      | CD Vida            | 0-2   | 0-1    | Deportivo Saprissa   |      |             |
| 11 juin / 3 août |      | CSD Municipal      | 0-0   | 1-0    | CD Olimpia           |      |             |
| 24 / 28 juin     |      | LD Alajuelense     | 1-0   | 3-0    | CD Águila            |      |             |
| 18 / 25 juillet  |      | CSD Comunicaciones | 0-0   | 1-0    | CD Juventud Olímpica |      |             |

##### Deuxième tour
Le CSD Municipal déclare forfait après sa victoire face au CD Olimpia. La CONCACAF a modifié le format de la compétition à la suite de cet abandon.
| Date                 | Pays | Club                         | Aller | Retour | Club               | Pays | Commentaire |
| 3 août / 2 septembre |      | Deportivo Santa Cecilia (en) | 3-0   | 0-5    | LD Alajuelense     |      |             |
| 7 / 14 octobre       |      | CSD Comunicaciones           | 1-0   | 0-4    | Deportivo Saprissa |      |             |

##### Troisième tour
| Date            | Pays | Club           | Aller                    | Retour                   | Club               | Pays | Commentaire |
| Dates inconnues |      | LD Alajuelense | Forfait des deux équipes | Forfait des deux équipes | Deportivo Saprissa |      |             |

#### ZoneCaraïbes

##### Premier tour
| Date                 | Pays | Club                | Aller | Retour | Club                         | Pays | Commentaire |
| 29 juin / 15 juillet |      | CRKSV Jong Colombia | 1-0   | 3-2    | SV Robinhood                 |      |             |
| 1er / 24 juin        |      | SV Transvaal        | 8-0   | 6-0    | Universidad Catolica         |      |             |
| 24 / 28 juin         |      | Devonshire Colts    | 3-1   | 3-4    | North Village Community Club |      |             |

##### Deuxième tour
| Date            | Pays | Club                      | Aller   | Retour  | Club             | Pays | Commentaire |
| 11 / 18 juillet |      | Sport Unie Brion Trappers | 2-5     | 1-4     | SV Transvaal     |      |             |
| 18 juillet      |      | CRKSV Jong Colombia       | Forfait | Forfait | Devonshire Colts |      |             |

##### Troisième tour
| Date                | Pays | Club         | Aller | Retour | Club                | Pays | Commentaire |
| 25 juillet / 3 août |      | SV Transvaal | 2-1   | 2-1    | CRKSV Jong Colombia |      |             |

### Phase Finale

#### Finale
|  | SV Transvaal | Non joué | Disqualification Deportivo Saprissa LD Alajuelense |  |  |
|  |              |          |                                                    |  |  |

| Champion de la CONCACAF 1973 |
| ---------------------------- |
| Drapeau du Suriname          |
| SV Transvaal Premier Titre   |